# Stortjärnen (Anundsjö socken, Ångermanland, 707490-157711)
Stortjärnen är en sjö i Örnsköldsviks kommun i Ångermanland och ingår i Ångermanälvens huvudavrinningsområde.